# Сент-Этьен-де-Кросе
Сент-Этье́н-де-Кросе́ (фр. Saint-Étienne-de-Crossey) — коммуна во Франции, находится в регионе Рона — Альпы. Департамент коммуны — Изер. Входит в состав кантона Вуарон. Округ коммуны — Гренобль.
Код INSEE коммуны — 38383. Население коммуны на 2007 год составляло 2 528 человек. Населённый пункт находится на высоте от 370  до 883  метров над уровнем моря. Муниципалитет расположен на расстоянии около 460 км юго-восточнее Парижа, 80 км юго-восточнее Лиона, 23 км севернее Гренобля. Мэр коммуны — M. Jean-François Gaujour, мандат действует на протяжении 2008—2014 гг.
Динамика населения (INSEE):